# Carl Hellmuth Hertz
Carl Hellmuth Hertz (Berlim, 15 de outubro de 1920 — Lund, 29 de abril de 1990) foi um médico alemão.
Filho de Gustav Ludwig Hertz.
Recebeu o Prêmio Lasker-DeBakey de Pesquisa Médico-Clínica de 1977.